# Arena da Amazônia
Arena da Amazônia este un stadion de fotbal din Manaus, Amazonas, Brazilia, situat pe locul fostului stadio Vivaldão. Stadionul are o capacitate de 41.000 de locuri și a fost construit între 2010 și decembrie 2013. Acesta a fost unul din stadioanele gazdă la Campionatul Mondial de Fotbal 2014.

## Campionatul Mondial de Fotbal 2014
| Data          | Ora (UTC-3) | Echipa #1                  | Rezultat | Echipa #2  | Runda   | Spectatori |
| ------------- | ----------- | -------------------------- | -------- | ---------- | ------- | ---------- |
| 14 iunie 2014 | 18:00       | Anglia                     | 1–2      | Italia     | Grupa D | 39,800     |
| 18 iunie 2014 | 18:00       | Camerun                    | 0–4      | Croația    | Grupa A | 39,982     |
| 22 iunie 2014 | 18:00       | Statele Unite ale Americii | 2–2      | Portugalia | Grupa G | 40,123     |
| 25 iunie 2014 | 16:00       | Honduras                   | 0–3      | Elveția    | Grupa E | 40,322     |